# Sukov
Sukov é um município da Eslováquia, situado no distrito de Medzilaborce, na região de Prešov. Tem 8,19 km² de área e sua população em 2018 foi estimada em 150 habitantes.

## Demografia
| Ano:        | 1994 | 2004   | 2014   | 2024    |
| ----------- | ---- | ------ | ------ | ------- |
| Broj ljudi: | 138  | 137    | 127    | 149     |
| Razlika:    |      | -0,72% | -7,29% | +17,32% |

| Ano:               | 2023 | 2024   |
| ------------------ | ---- | ------ |
| Número de pessoas: | 148  | 149    |
| Diferença:         |      | +0,67% |